# Mark Mračnyj
Mark Mračnyj (in yiddish מאַרק מראַטשני‎?; in russo Марк Мрачный?; Hrodna, 1892 – 1975) è stato uno scrittore sovietico, un anarco-sindacalista e un membro del movimento machnovista.

## Biografia
Mark Mračnyj nacque in una famiglia ebraica nel 1892 nella città di Hrodna. Studiò in un cheder locale, per poi proseguire il suo percorso educativo a Lipsia, Parigi e infine a New York.
Durante la rivoluzione ucraina lavorò presso il dipartimento della cultura e dell'istruzione dell'esercito insurrezionale rivoluzionario d'Ucraina e distribuì i giornali del movimento dal 1919 al 1921. Inoltre, si unì al Nabat (Набат) assieme al resto degli intellettuali machnovisti.
Nella notte del 25 novembre 1920 venne arrestato dalla Čeka a Charkiv.
Nel 1922 lasciò l'Ucraina e si trasferì negli Stati Uniti d'America nel 1928, dove lavorò come insegnante di yiddish grazie al The Workers Circle a Los Angeles e Detroit. Nel 1934 divenne un medico e psichiatra. Inoltre scrisse molti articoli per il giornale anarchico Fraye Arbeter Shtime (FAS). Lasciò il giornale dopo la sconfitta dei repubblicani nella guerra civile spagnola.